# Лекс Фрідман
Лекс Фрідман (англ. Lex Fridman), уроджений Олексій Олександрович Фєдотов (рос. Алексей Александрович Федотов) — американський спеціаліст з інформатики, ведучий подкасту та дослідник штучного інтелекту. Лекс також є науковим співробітником Массачусетського технологічного інституту та ведучим Подкасту Лекса Фрідмана.

## Біографія
Лекс народився в місті Чкаловськ (нині Бустон), Таджицької РСР у складі СРСР; має українсько-єврейське походження. Його батько, фахівець з фізики плазми Олександр Фрідман, народився в Києві, працював в Москві до 1994 року, та наразі є професором кафедри імені Джона А. Найхейма та директором Інституту плазми імені Сі Джея Найхейма в Інженерному коледжі університету Дрекселя. Бабуся Лекса по материнській лінії народилася та виросла в Харкові, а його дідусь по материнській лінії був кулеметником Українського фронту під час Другої світової війни.
Родина Фрідмана переїхала до США у 1994 році, коли йому було приблизно 11 років. Він закінчив середню школу Neuqua Valley у Непервіллі, штат Іллінойс, у 2001 році. У 2010 році він здобув ступінь бакалавра та магістра інформатики в Університеті Дрекселя, а у 2014 році отримав ступінь доктора філософії з електротехніки та комп'ютерної інженерії в Дрекселі.

### Подкаст Лекса Фрідмана
Фрідман почав вести свій подкаст у 2018 році в рамках курсу MIT 6.S099 по загальному штучному інтелекту. Першою назвою подкасту була Artificial Intelligence Podcast (укр. Подкаст про штучний інтелект), яку пізніше було змінено на Lex Fridman Podcast, щоб відобразити ширший спектр тем, які він мав охоплювати. Фрідман використовує свій подкаст для обговорення «ШІ, науки, технологій, історії, філософії та природи інтелекту, свідомості, любові та влади». Подкаст створюється за моделлю розгорнутого інтерв'ю. Усі інтерв'ю проводяться особисто, зазвичай вони тривають від двох до чотирьох годин. У подкасті брали участь музикант Є (колишнє ім'я — Каньє Вест), шаховий гросмейстер Маґнус Карлсен та бізнесмени Рей Даліо, Джек Дорсі, Ілон Маск, Марк Цукерберг та Володимир Зеленський.